# Burgundiai Henrik
A Burgundiai Henrik (olaszul Enrico di Borgogna) Gaetano Donizetti kétfelvonásos operája (opera semiseria). A művet 1818-ban komponálta Bartolomeo Merelli szövegkönyvére, ami August von Kotzebue Der Graf von Burgund  (Burgundia grófja) című színműve alapján készült. Az ősbemutatóra a velencei Teatro San Lucában került sor 1818. november 14-én. Magyarországon még nem játszották.

## Szereplők
| Szereplő | Hangfekvés   | Az ősbemutató szereposztása |
| -------- | ------------ | --------------------------- |
| Brunone  | bariton      | Giuseppe Fioravanti         |
| Elisa    | mezzoszoprán | Adelina Catalani            |
| Enrico   | alt          | Fanny Eckerlin              |
| Geltrude | szoprán      | Adelaide Cassago            |
| Gilberto | Basszus      | Andrea Verni                |
| Nicola   | Basszus      | Pietro Verducci             |
| Pietro   | tenor        | Giuseppe Fusconi            |

## Cselekménye
A száműzött Enrico arról értesül, hogy apjának gyilkosa meghalt és a trónbitorló fia került a hercegsége élére. Enrico elindult igazságot teremteni, visszaszerezni elveszített hercegségét és feleségül venni szerelmét, Elisát. De Guido, a trónbitorló is szerelmes Elisába. Enrico még időben érkezik, hogy megzavarja az esküvői szertartást. Csapataival sikeresen megostromolja Guido várát és kiszabadítja Elisát, akit azonnal feleségül vesz.